# Podróż apostolska Jana Pawła II do Polski (1997)
VI pielgrzymka Jana Pawła II do Polski przebiegała pod hasłem Chrystus wczoraj, dziś i na wieki (Hbr 13, 8).
Odbywała się w dniach od 31 maja do 10 czerwca 1997. W czasie tych 11 dni papież odwiedził 12 miejscowości: Wrocław, Legnica, Gorzów Wielkopolski, Gniezno, Poznań, Kalisz, Częstochowa, Zakopane, Ludźmierz, Dukla, Krosno, Kraków.
Pielgrzymka ta na życzenie papieża związana była z 46. Międzynarodowym Kongresem Eucharystycznym, odbywającym się wówczas we Wrocławiu pod hasłem „Eucharystia i wolność”. Wizyta wiązała się także z europejskimi obchodami tysiąclecia śmierci św. Wojciecha w Gnieźnie, w których uczestniczyli również prezydenci siedmiu państw: Czech, Litwy, Niemiec, Słowacji, Ukrainy, Węgier i Polski. Papież wziął także udział w obchodach 600-lecia Wydziału Teologicznego na Uniwersytecie Jagiellońskim w Krakowie. W czasie swojego pobytu kanonizował bł. królową Jadwigę Andegaweńską i bł. Jana z Dukli oraz beatyfikował matkę Bernardynę Jabłońską i matkę Marię Karłowską.

## Program wizyty
31 maja 1997, sobota

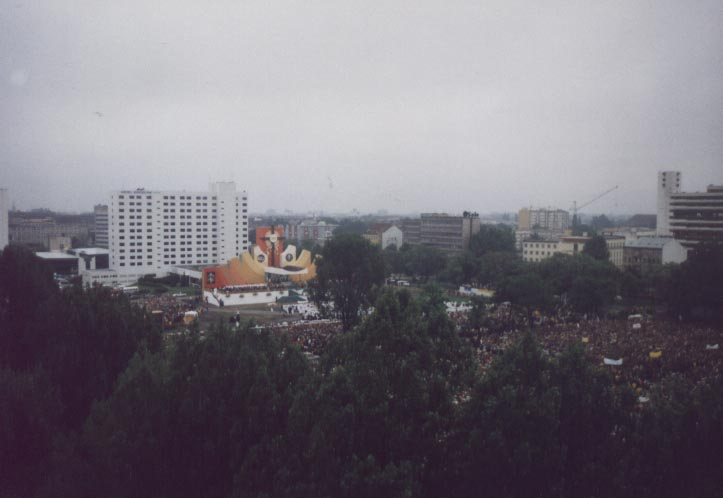
Msza we Wrocławiu 1997

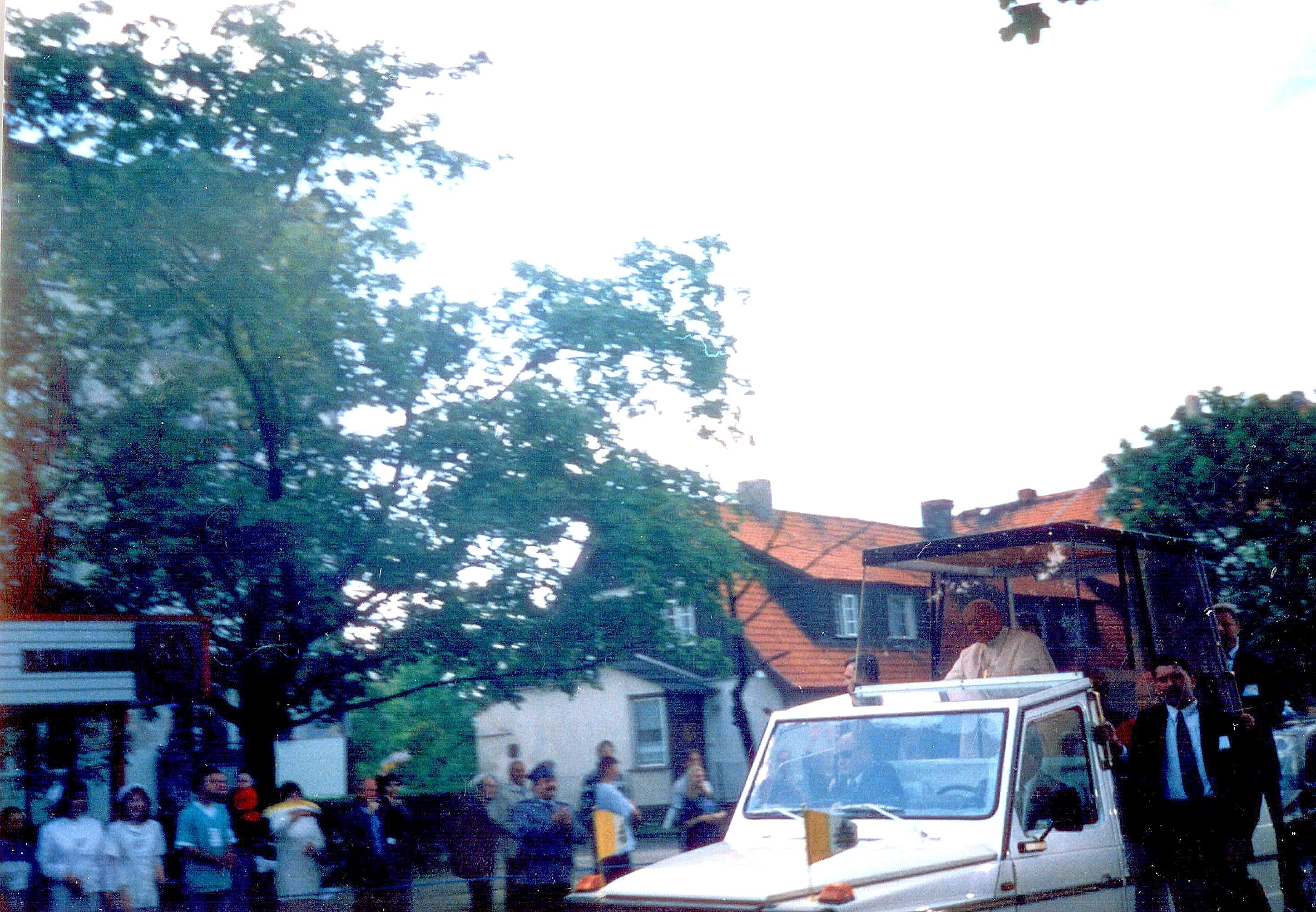
Papież w papamobile na ulicach Legnicy

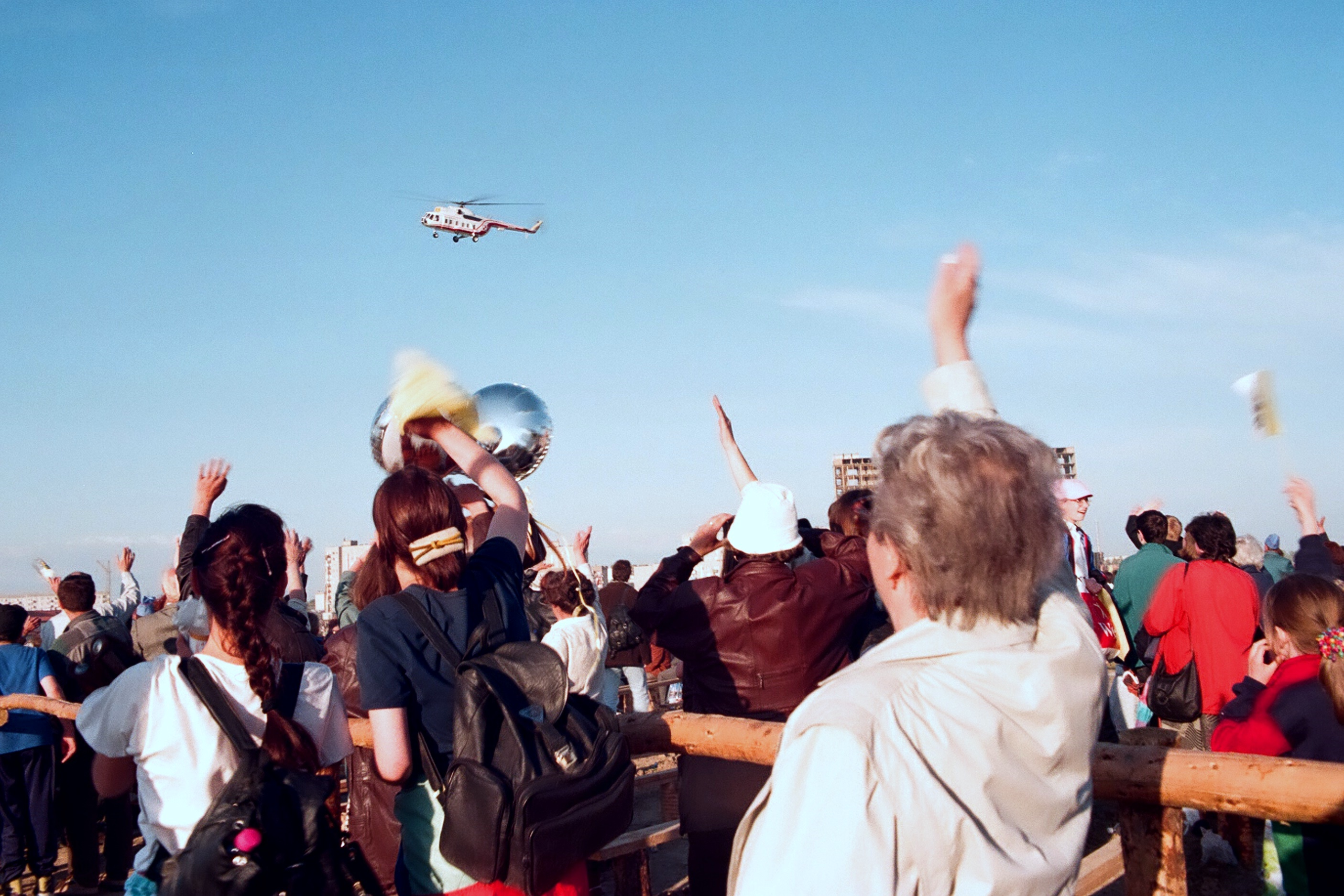
Gorzów Wlkp. Śmigłowiec z Papieżem na pokładzie odlatuje do Gniezna

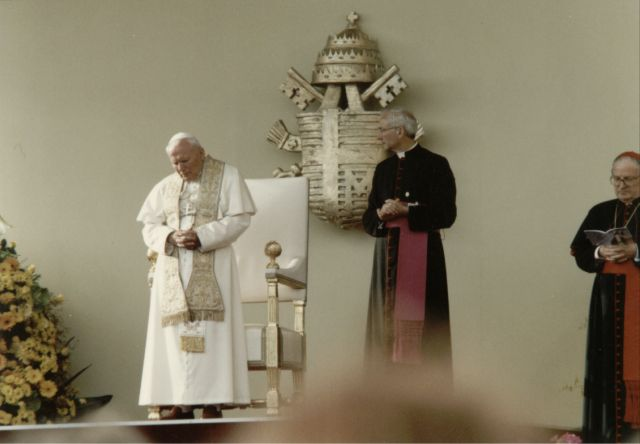
Poznań, spotkanie z młodzieżą, 3 VI 1997

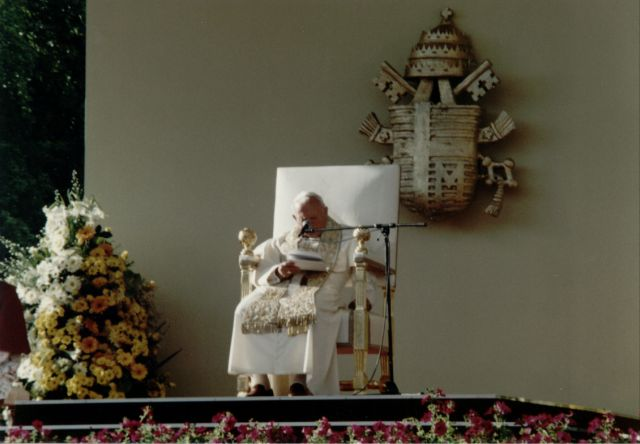
Poznań, spotkanie z młodzieżą, 3 VI 1997

- 11.00 – przylot do Wrocławia i powitanie papieża na lotnisku Wrocław-Strachowice przez prezydenta Aleksandra Kwaśniewskiego i kardynała Henryka Gulbinowicza[1]
- 12.40 – wizyta w katedrze św. Jana Chrzciciela we Wrocławiu (spotkanie z duchowieństwem zakonnym i diecezjalnym, a także koronacja obrazu Madonny Sobieskich – Madonny Adorującej[1]
- 16.30 – wizyta kurtuazyjna u Prezydenta RP Aleksandra Kwaśniewskiego. Spotkanie odbyło się w ratuszu[1].
- 17.45 – modlitwa ekumeniczna w Hali Ludowej

1 czerwca 1997, niedziela
- 10.00 – msza na zakończenie 46 Międzynarodowego Kongresu Eucharystycznego
- 17.10 – spotkanie z członkami delegacji Kongresu

2 czerwca 1997, poniedziałek
- 09.30 – msza w Legnicy na byłym lotnisku wojskowym i koronacja ikony Matki Bożej Łaskawej z Krzeszowa
- 17.40 – Liturgia słowa w Gorzowie Wielkopolskim
- 19.15 – wizyta w katedrze w Gorzowie Wielkopolskim i modlitwa przy grobie biskupa Wilhelma Pluty
- 21.20 – przelot helikopterem ponad Bramą III Tysiąclecia na Lednickich Polach

3 czerwca 1997, wtorek
- 09.00 – nawiedzenie relikwii św. Wojciecha
- 10.00 – msza w Gnieźnie na Wzgórzu Lecha
- 13.00 – spotkanie z prezydentami 7 krajów w pałacu arcybiskupim
- 17.30 – spotkanie z młodzieżą w Poznaniu na pl. Adama Mickiewicza

4 czerwca 1997, środa
- 10.00 – msza w Kaliszu w bazylice kolegiackiej Wniebowzięcia Najświętszej Maryi Panny, sanktuarium św. Józefa
- 17.15 – modlitwa w kaplicy cudownego obrazu
- 18.00 – pozdrowienie pielgrzymów z Wałów Jasnogórskich w Częstochowie
- 20.30 – przylot do Zakopanego

5 czerwca 1997, czwartek
- Dzień odpoczynku, papież nie miał oficjalnych wystąpień

6 czerwca 1997, piątek
- 09.10 – wizyta w kościele św. Krzyża w Zakopanem
- 10.00 – msza św. beatyfikacyjna matki Bernardyny Marii Jabłońskiej i matki Marii Karłowskiej pod Krokwią

7 czerwca 1997, sobota
- 09.00 – msza i konsekracja kościoła Niepokalanego Serca Maryi na Krzeptówkach
- 12.00 – wizyta w kościele św. Rodziny i spotkanie z dziećmi pierwszokomunijnymi
- 17.00 – przyjazd do sanktuarium maryjnego w Ludźmierzu
- 19.00 – przylot do Krakowa
- 19.20 – wizyta w sanktuarium Bożego Miłosierdzia w Łagiewnikach

8 czerwca 1997, niedziela
- 09.00 – spotkanie z Premierem Rządu RP Włodzimierzem Cimoszewiczem
- 10.30 – msza kanonizacyjna bł. królowej Jadwigi i Anioł Pański (Błonia krakowskie)
- 17.40 – uroczystość 600-lecia Wydziału Teologicznego UJ w kolegiacie św. Anny

9 czerwca 1997, poniedziałek
- 08.00 – msza w krypcie św. Leonarda
- 09.30 – wizyta w instytucie św. Włodzimierza
- 10.00 – odwiedzenie grobu rodziców
- 10.45 – poświęcenie nowej polikliniki kardiochirurgicznej na Białym Prądniku i spotkanie z chorymi i personelem
- 11.55 – wizyta w kościele św. Królowej Jadwigi
- 18.00 – przylot na lotnisko w Targowiskach koło Krosna
- 18.30 – przyjazd do Dukli
- 19.10 – modlitwa przy grobie bł. Jana z Dukli

10 czerwca 1997, wtorek
- 09.00 – wizyta w kościele w Miejscu Piastowym
- 09.30 – msza kanonizacyjna Jana z Dukli w Krośnie
- 12.45 – wizyta i poświęcenie kościoła św. Piotra i św. Jana z Dukli
- 18.30 – ceremonia pożegnalna w PL Kraków-Balice i wylot papieża samolotem do Rzymu